# جان لگویزمائو
جان آلبرتو لگوییزامو (به انگلیسی: John Alberto Leguizamo) (زاده ۲۲ ژوئیه ۱۹۶۰) بازیگر کلمبیایی-آمریکایی، استندآپ کمدی، فیلم‌ساز، نمایش‌نامه نویس است. او در نقش کمدی «سوپر ماریو برادران» کارهای برجسته ای داشت. وی صداپیشه لوئیجی و سید (شخصیتی در عصر یخبندان) را انجام داده‌است. از فیلم‌های معروف که او در آن بازی کرده‌است می‌توان به فیلم به وانگ فو، جان ویک ۱ و ۲ اشاره کرد.

## اوایل زندگی
جان آلبرتو لگوییزامو در بوگوتای کلمبیا زاده شده‌است. وی فرزند آلبرتو و زان لگوییزامو است. پدر وی فقط یکبار در بوگوتا کارگردانی فیلمی را برعهده داشت و در نهایت به دلیل کمبود منابع مالی به دیگر ادامه نداد. به گفته جان، پدربزرگش ایتالیایی‌تبار و مادر بزرگش لبنانی بوده‌اند. او همچنین خود را به عنوان سرخ‌پوست و مستیزو می‌داند.

## فیلم‌شناسی
فهرست برخی از فیلم‌هایی که جان لگوییزامو در آن‌ها به ایفای نقش پرداخته‌است:
- به وانگ فو
- قتل عادلانه
- اتفاق
- وکیل لینکلن
- شماره یک: پول
- راه کارلیتو
- رومئو و ژولیت
- کیک-اس ۲
- تلفات جانبی
- جان ویک
- تابستان سام
- معجزه در سنت آنا
- امپراتوری
- آشپز
- برادران سوپر ماریو
- سم
- فن
- سرزمین مرده‌ها
- افراط آمریکایی
- خواهران
- جان ویک: فصل دو
- عصر یخبندان (صداپیشه)
- عصر یخبندان: ذوب (صداپیشه)
- عصر یخبندان: ظهور دایناسورها (صداپیشه)
- عصر یخبندان: رانش قاره‌ای (صداپیشه)
- عصر یخبندان: دوره برخورد (صداپیشه)
- نفوذی
- در مورد هنری
- انتقام
- اسپاون
- چمن‌زار
- عشق سال‌های وبا
- بازی با آتش
- خشم
- حمله به کلانتری ۱۳
- تصادف
- بهانه
- افسون (صداپیشه)
- پادشاه جنگل
- سرشماری
- سرقت ماشین‌ها
- سرباز حلبی